# Du sang à l'aube
Pour plus de détails, voir Fiche technique et Distribution.
Du sang à l'aube (Mare Nostrum) est un film de guerre hispano-italien sorti en 1948, réalisé par Rafael Gil. Le titre original est le nom latin de la mer Méditerranée.

## Synopsis
Naples, 1939 : des espions allemands utilisent la belle Freya comme appât pour séduire le capitaine espagnol Ulises Ferragut afin qu'il collabore en posant des mines magnétiques avec son navire autour des ports britanniques de la Méditerranée, promettant qu'elles n'affecteront pas les navires neutres. Mais le navire transportant son fils Esteban est coulé alors qu'il approche Malte.
À partir de ce moment, Ulysse mettra son navire au service des Alliés. Lorsque le cours de la guerre tourne et que les troupes alliées débarquent en Italie, Ulysse les accompagne et reconnaît le chef des espions nazis, ce qui provoque son arrestation. 
Les Allemands le considèrent comme un traître et ordonnent sa mort. Freya le regrette et tente de le prévenir, mais Ulysse ne peut lui pardonner. Finalement, Freya est arrêtée, jugée, reconnue coupable d'espionnage et exécutée.

## Fiche technique
- Titre français : Du sang à l'aube[2]
- Titre espagnol original : Mare Nostrum
- Réalisateur : Rafael Gil
- Producteur : 	Cesáreo González
- Photographie : Alfredo Fraile
- Montage : José Antonio Rojo
- Dates de sortie :
  - Espagne : 21 décembre 1948 (Madrid, première)[3]
  - France : 6 juin 1954[2]
- Affiche : Duccio Marvasi (France)

## Distribution
- María Félix : Freyra
- Fernando Rey : Capitaine Ulises Ferragut
- Guillermo Marín : Von Kramer / Conde Gavelin
- José Nieto : Kurt
- Juan Espantaleón : Tío Caragón
- Porfiria Sanchiz : Docteur Fedelman
- Eduardo Fajardo : capitaine
- Ángel de Andrés : Toni
- Rafael Romero Marchent : Esteban
- Nerio Bernardi : Enrico De Paoli
- Osvaldo Genazzani : John
- Arturo Marín : chef du tribunal militaire
- Félix Fernández : réceptionniste de l'hôtel
- José Franco : Maitre
- José Prada : membre du tribunal
- Manuel Aguilera : télégraphiste
- Santiago Rivero : capitaine
- Antonio Vilar
- Teresa Arcos
- Francisco Bernal